# これが私の人生設計
『これが私の人生設計』（これがわたしのじんせいせっけい、Scusate se esisto!）は2014年のイタリアのコメディ映画。
世界的に活躍していた有能な女性建築家が故国のイタリアに戻り、男社会の壁にぶつかりながら奮闘する姿を描いている。ローマ郊外に実在する公営住宅コルヴィアーレで採用された女性建築家グエンダリーナ・サリメイによるリフォームプラン「緑の空間」から着想を得ている。監督・脚本はリッカルド・ミラーニ、主演のパオラ・コルテッレージが脚本に加わっている（ミラーニとコルテッレージは公私にわたるパートナーである。）。
日本では2015年4月から5月にかけて開催された「イタリア映画祭2015」において『生きていてすみません!』のタイトルで上映されたのち、2016年3月5日から『これが私の人生設計』のタイトルで一般劇場公開された。

## ストーリー
幼いころから建築家としての才能を示し、世界各国で学位を取っただけでなく、実際に優秀な建築家として活躍してきた女性セレーナ・ブルーノは、これまでの仕事一筋の人生を見つめ直し、心機一転、故国のイタリアに戻ってくる。しかし、イタリアの建築業界は完全な男社会でセレーナはろくな仕事に就くことができず、貯金も底をつく。生活のためにウエイトレスとして働き始めたセレーナはイケメンで優しいオーナーのフランチェスコに心惹かれるが、彼がゲイであることを知り、あえなく失恋する。その後、フランチェスコとは親友となり、セレーナは彼の家に居候することになる。
公営住宅のリフォーム建築案のコンペに応募したセレーナは、面接官の勘違いをきっかけに、自分を男性建築家「ブルーノ・セレーナ」のアシスタントと偽る。そして、彼女の企画案が採用されてしまったことから、セレーナはフランチェスコに強引に頼み込んで「ブルーノ・セレーナ」のふりをしてもらい、自らは有名建築家リパモンティの事務所で働くことになる。
様々なトラブルをなんとか乗り越え、ようやく市との契約にまでこぎつけそうになった矢先、リパモンティがセレーナの案の最も重要な部分を勝手に変更しようとしたことにセレーナは激怒、すべては自分が設計したものだとぶちまけ、事務所を去ることにする。怒り狂ったリパモンティだったが、かねてより彼の身勝手な言動に辟易していた部下たちから一斉に反発を食らうことになる。
その後、セレーナはリパモンティの事務所で下働きをしていた青年ピエトロと恋人となる。そして、ピエトロやフランチェスコたちと故郷の山村で母と伯母の用意した料理に舌鼓を打つ。

## キャスト
- セレーナ・ブルーノ: パオラ・コルテッレージ - 女性建築家。
- フランチェスコ: ラウル・ボヴァ - レストランのオーナー。
- ニコラ: マルコ・ボッチ（イタリア語版） - フランチェスコの恋人。
- リパモンティ: エンニオ・ファンタスティキーニ - 有名建築家。
- ピエトロ: コラード・フォルトゥーナ（イタリア語版） - リパモンティの事務所の下働き。
- ミケーラ: ルネッタ・サヴィーノ（イタリア語版） - リパモンティのベテラン女性秘書。
- ヴォルポーニ: チェーザレ・ボッチ（イタリア語版） - リパモンティの部下。
- デニス: フェデリカ・デ・コーラ（イタリア語版） - リパモンティの部下。
- ラスピーニ: アントニオ・ダウジーリオ - リパモンティの部下。
- フランジパーネ: フェリス・ファリーナ - リパモンティの部下。
- グラツィア: フランカ・ディ・シコ - セレーナの母。
- クレメンティーナ: フィロメナ・マクロ - セレーナの伯母。
- エルトン: マッテオ・フォティ - フランチェスコの息子。
- マリア: ステファニア・ロッカ - フランチェスコの元妻。エルトンの母。
- アントニエッタ: ジェノヴェッファ・サンドリーニ - 公営住宅に住む老女。

## 映画賞
| 賞                             | 部門                   | 対象                                          | 結果       |
| ------------------------------ | ---------------------- | --------------------------------------------- | ---------- |
| ダヴィッド・ディ・ドナテッロ賞 | 主演女優賞             | パオラ・コルテッレージ                        | ノミネート |
| ナストロ・ダルジェント賞       | プロデューサー賞       | フェデリカ・ルチザーノ フルヴィオ・ルチザーノ | ノミネート |
| ナストロ・ダルジェント賞       | 主演女優賞             | パオラ・コルテッレージ                        | ノミネート |
| ナストロ・ダルジェント賞       | ニーノ・マンフレディ賞 | パオラ・コルテッレージ                        | 受賞       |